# Claoxylon anomalum
Claoxylon anomalum är en törelväxtart som beskrevs av Joseph Dalton Hooker. Claoxylon anomalum ingår i släktet Claoxylon och familjen törelväxter. Inga underarter finns listade i Catalogue of Life.